# ال تیگر
ال تیگر (به اسپانیایی: El Tigre) یک منطقهٔ مسکونی در ونزوئلا است که در Simón Rodríguez واقع شده‌است. ال تیگر ۳۵ کیلومتر مربع مساحت و ۲۳۶٫۵۶۶ نفر جمعیت دارد و ۲۶۵ متر بالاتر از سطح دریا واقع شده‌است.